# Né onore né gloria
Né onore né gloria è un film del 1966 diretto da Mark Robson, tratto dal romanzo I centurioni di Jean Lartéguy, ambientato durante la guerra d'Algeria.

## Trama

Michèle Morgan è la Contessa de Clairefons

George Segal è il Comandante Mahidi

Maggio 1954: la Guerra d'Indocina tra Francia e i Viet Minh termina con i soldati francesi sconfitti a Dien Bien Phu. Il tenente colonnello Raspeguy e i suoi paracadutisti, sopravvissuti alla battaglia e a due mesi di campo di prigionia, sono rimpatriati.
Il colonnello, aiutato da una contessa vedova di un commilitone caduto, si vede assegnare il comando del 10º Reggimento Paracadutisti Coloniale e dovrà affrontare un'ennesima guerra coloniale, stavolta contro gli algerini. Sarà però una guerra brutale, fatta di attentati, imboscate, rappresaglie, torture e tradimenti; entrambe le fazioni non si faranno scrupolo a colpire gli innocenti pur di prevalere. Per il colonnello la sfida sarà ancor più ardua, perché un suo ex tenente di origine algerina (decorato per il suo coraggio in Indocina) si è unito ai ribelli per vendicare la morte di un fratello. Con spietata determinazione i paracadutisti eliminano le forze ribelli ed il loro ex commilitone. Il colonnello è promosso generale. Ma il Fronte di Liberazione Nazionale Algerino, seppur sconfitto sul campo, non è stato affatto distrutto. L'indipendenza algerina è solo rinviata al 1962.

## Curiosità
- Il film nella versione francese porta il titolo "Les Centurions" (i centurioni), vale a dire del romanzo a cui si ispira il film (che aveva però per protagonisti soldati della Legione Straniera.
- Il colonnello Raspeguy è ispirato alla figura storica del colonnello, poi generale, Marcel Bigeard, veterano della seconda guerra mondiale, dell'Indocina e della guerra d'Algeria; l'attore Antony Quinn firmò un autografo con dedica al colonnello: "a voi che questi eventi li avete vissuti, io ho solo recitato". Anche il personaggio del tenente Mahidi era ispirato ad un vero leader dell'FLN (Larbi Ben M'hidi) ucciso dai francesi nel 1957.
- In Francia il film fu censurato e non poté essere distribuito prima del 1971. Del resto il governo francese ammise che in Algeria ci fu una guerra, e non semplici "operazioni di polizia militare", solo nel 1999.
- Il film è stato completamente girato in Spagna.